# Parafia św. Barbary w Radawnicy

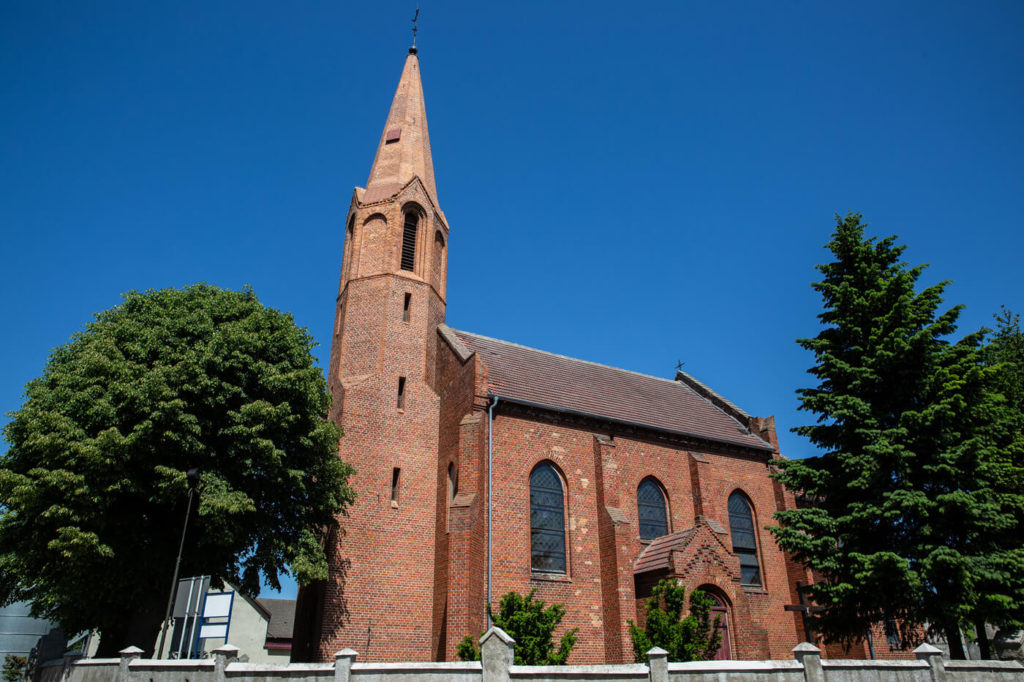

Parafia św. Barbary w Radawnicy – parafia rzymskokatolicka z siedzibą w Radawnicy, w dekanacie Złotów I w diecezji bydgoskiej. Erygowana w 1726.

## Zarys parafii
Do parafii należą wierni z miejscowości: Bielawa, Franciszkowo, Józefowo, Kamień, Kiełpin i Radawnica.